# Jora
La jora (en griego χώρα, khōra) designaba en la Antigua Grecia el territorio de una polis. Esta se componía de la propia ciudad (asty) y de la jora (que son los campos y aldeas que rodean a la ciudad). No obstante, los dos términos no se oponían como en el caso de ciudad y campo de nuestros días. La jora no estaba sometida a la ciudad; era complementaria: los que vivían en la ciudad lo hacía a menudo de sus tierras en la jora, e inversamente, mucha gente poderosa habitaba en la jora.
Era una zona predominantemente rural, con pequeñas ciudades y aldeas, incluso pequeñas poblaciones que no tenían el estatus de ciudad y que dependían de otra más importante.
En el siglo V a. C.  en Atenas, durante la instauración de la democracia clisteniana, la jora fue cortada en dos zonas: la paralia (esencialmente una zona costera) y la mesogea (el interior de las tierras) a fin de determinar tres zonas (la tercera era el asty y sus alrededores) para repartir las diez tribus. Para garantizar una cierta homogeneidad y representatividad del conjunto de la ciudad, cada tribu estaba constituida por una tritís (1/10) de cada región.
El término también ha sido usado en la filosofía de Platón para designar un receptáculo, un espacio, o un intervalo en el Timeo. Para Platón la jora o khôra no es ni un ser ni un no ser, sino un intervalo en el cual las 'formas' se mantienen originalmente, jora que otorga espacialidad a las formas. Jacques Derrida ha escrito un breve texto titulado Khôra, en el cual utiliza su método deconstructivo para investigar el uso de esta palabra por parte de Platón. Otros autores que se ocuparon de investigar el significado preciso de este término incluyen a Martin Heidegger, Gilles Deleuze y a Julia Kristeva.